# Ubaye (rivier)
De Ubaye is een rivier in het zuidoosten van Frankrijk, in het departement Alpes-de-Haute-Provence.

## Loop
Ze heeft haar bron in de buurt van de Col de Longet op de Frans-Italiaanse grens. Daarna stroomt de rivier westwaarts tussen het Escreins-massief in het noordwesten en het Chambeyron-massief in het zuidoosten. Na Saint-Paul-sur-Ubaye stroomt de zijrivier Ubayette (kleine Ubaye) in de Ubaye. De samenkomst van beide dalen wordt bewaakt door het Fort de Tournoux.

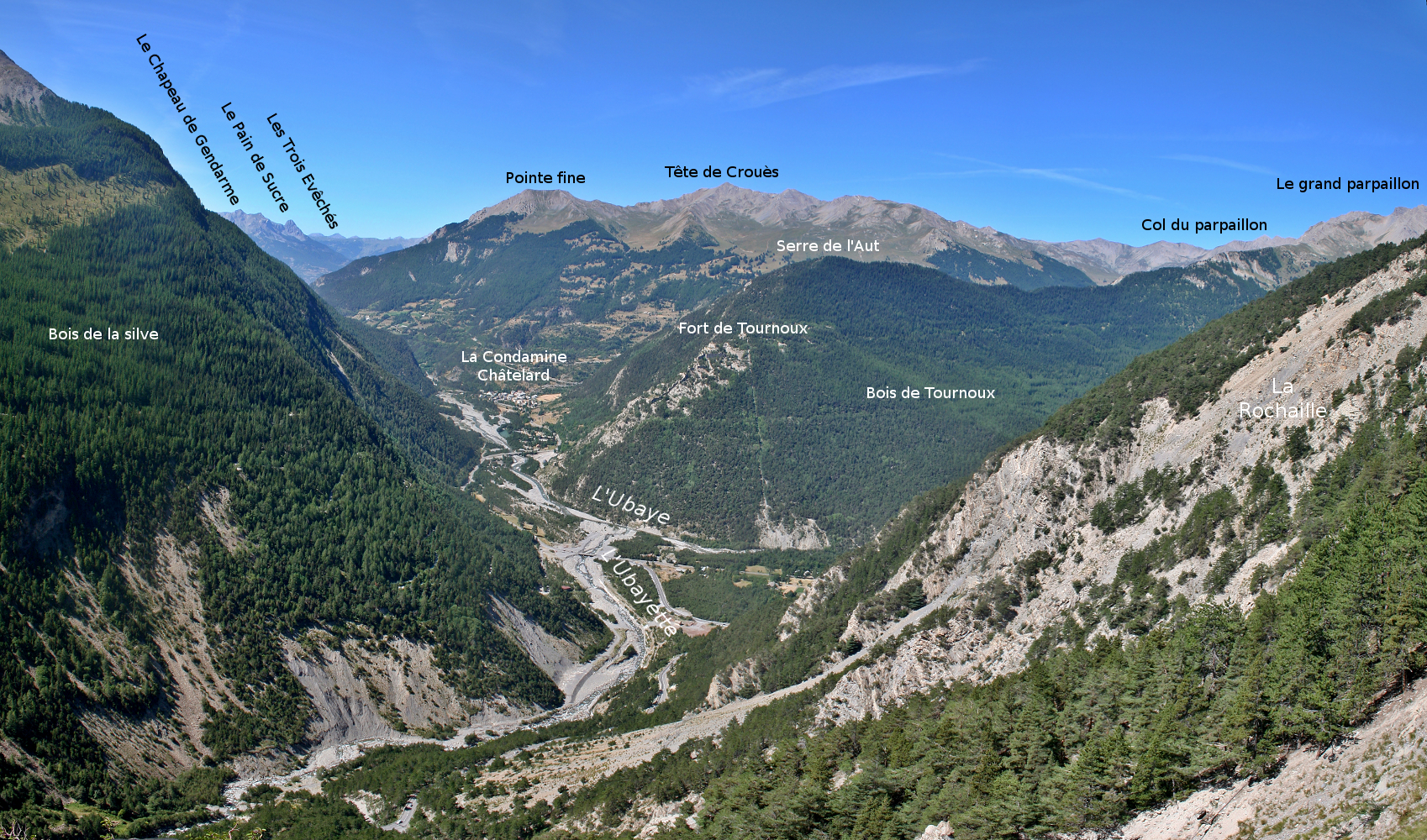
Benoemde foto van de samenvloeiing van Ubaye en Ubayette

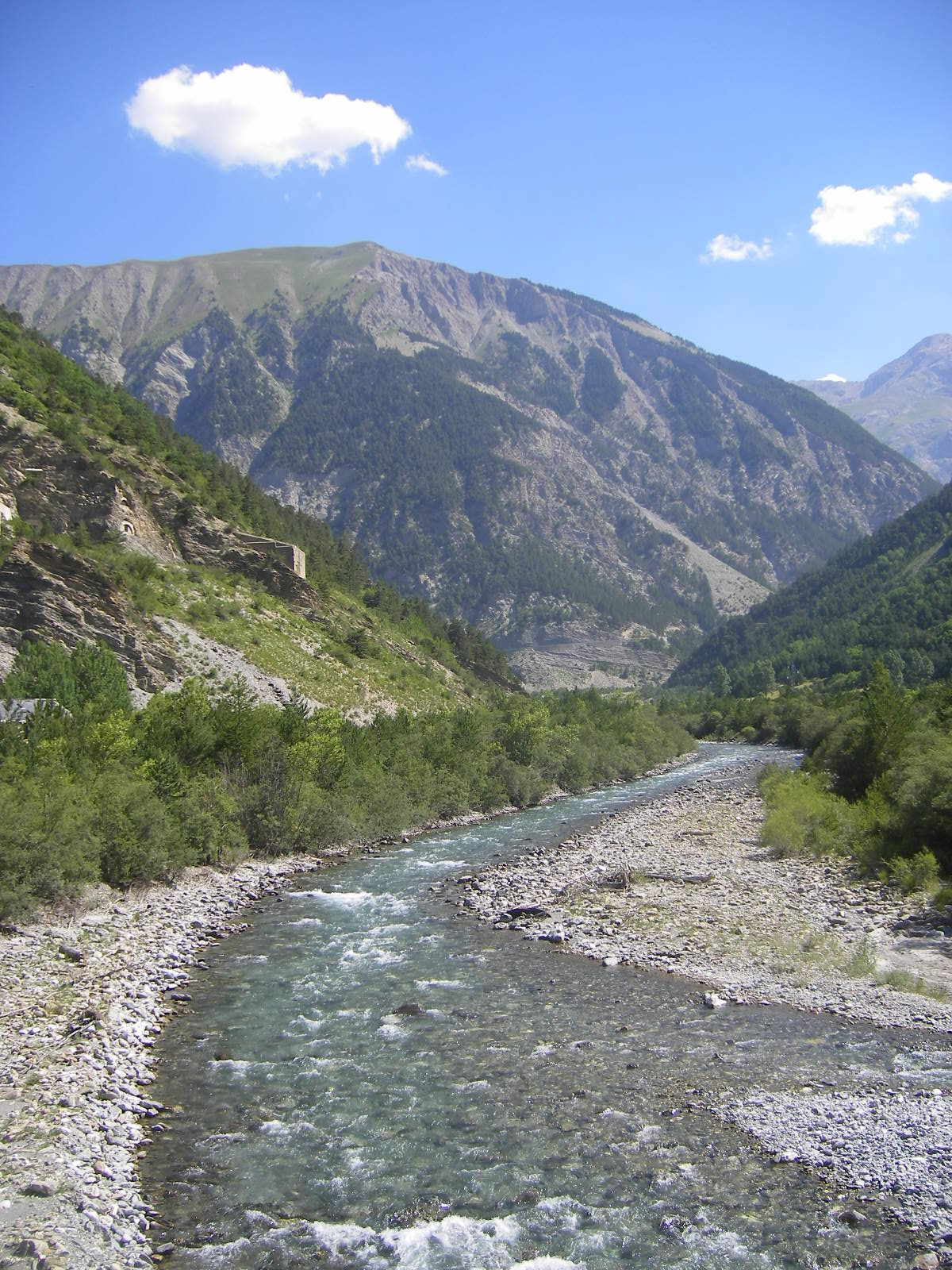
De Ubaye tussen het Fort de Tournoux en La Condamine-Châtelard

Vervolgens passeert de rivier de dorpen La Condamine-Châtelard en Jausiers vooraleer het stadje Barcelonnette te bereiken. Even voor Barcelonnette voegt de linkerzijriver Torrent des Galamonds zich bij de Ubaye. Na Barcelonnette voegt de linkerzijrivier "Bachelard" (vanuit de vallei van de Col de la Cayolle) zich bij de Ubaye. Wat verder voegt de stortbeek "Riou Bourdoux"  zich bij de Ubaye. Met een stroomgebied van 22 vierkante kilometer staat deze zijrivier onder hoger toezicht m.b.t. overstromingsgevaar. Op de puinwaaier van de Riou Bourdoux werd het vliegveld van Barcelonnette - Saint-Pons aangelegd.
Vanaf Les Thuiles (1091m) vernauwt het dal en stijgt het verval van de rivier opnieuw. De laatste zeventien kilometer van de loop van de rivier daalt deze meer dan 300 hoogtemeters. In de gemeente Le Lauzet-Ubaye mondt de Ubaye uit in de Durance, in het stuwmeer van Serre-Ponçon.

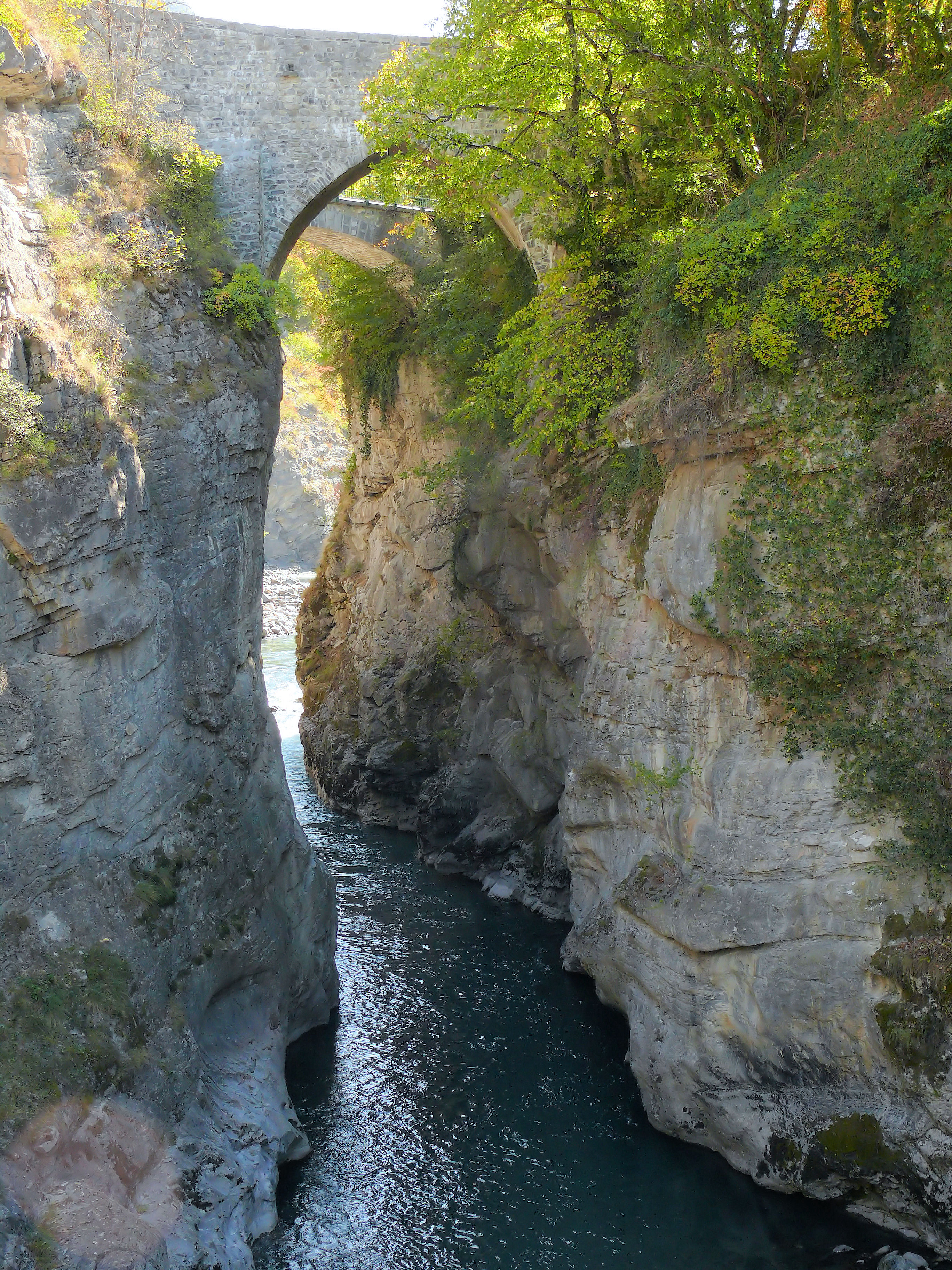
Romeinse brug bij Le Lauzet

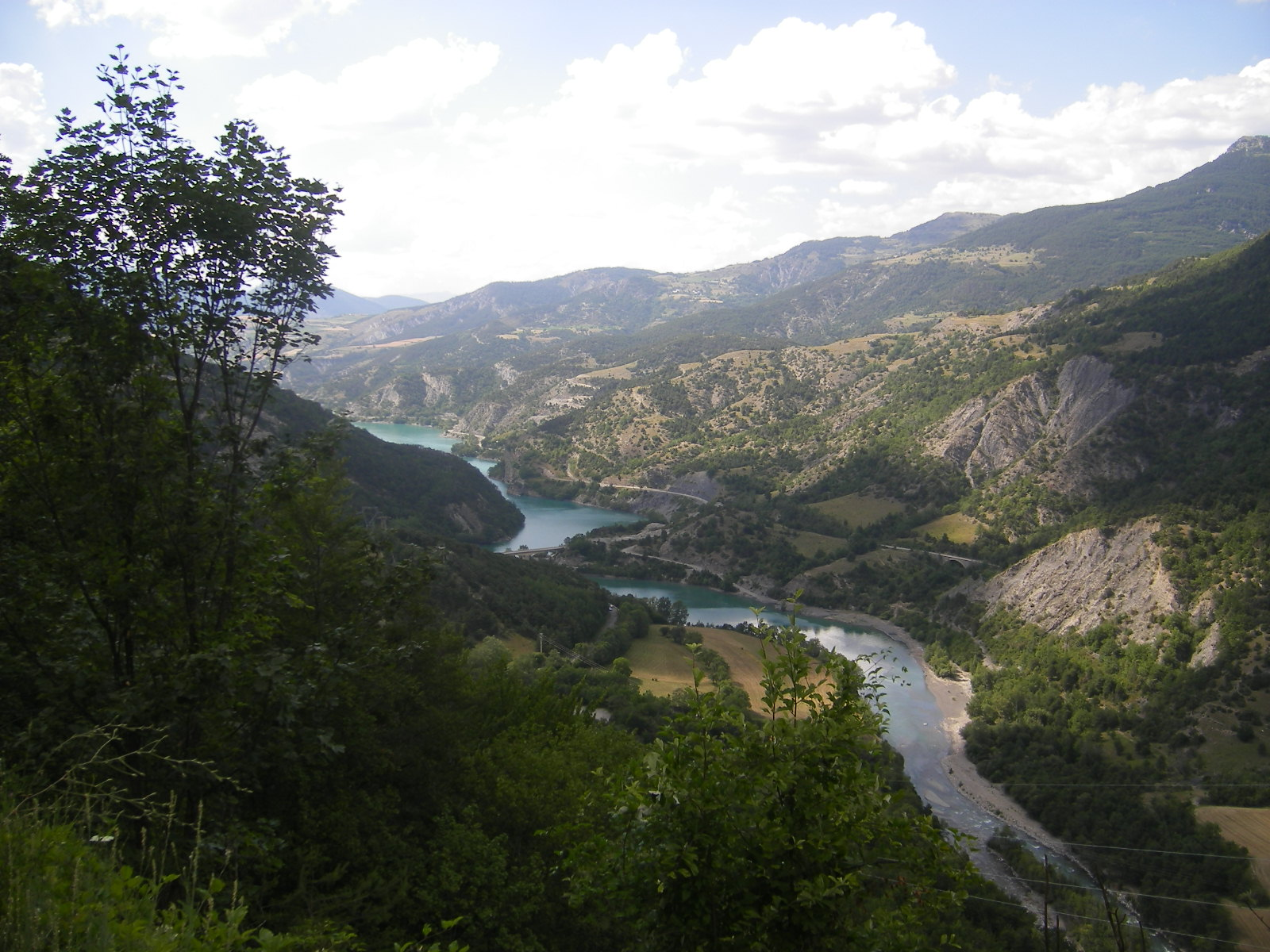
De monding van de Ubaye in het meer van Serre-Ponçon

## Overstromingen
Een van de zwaarste overstromingen in de geschiedenis van de Ubaye gebeurde in 1957. Het debiet bereikte 480 m²/s bij Barcelonnette.

## Watersport

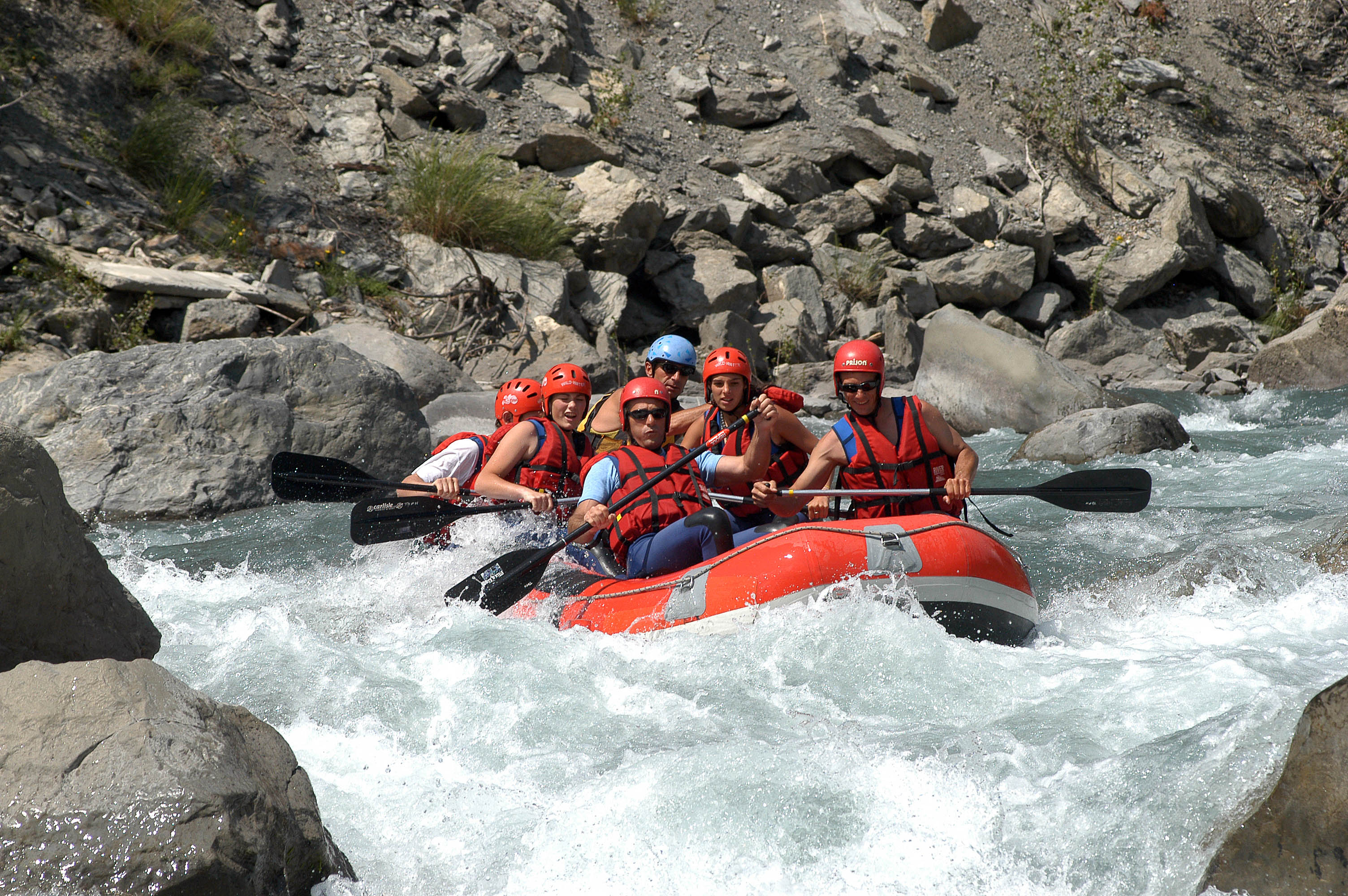
Rafting op de Ubaye

De rivier telt geen enkele grote stuwdam, wat de Ubaye zeer geschikt en geliefd maakt voor verschillende watersporten zoals raften, kajakken en wildwaterzwemmen. In 2016 vond er het Frans kampioenschap kajakken plaats.